# Alıbäyli
Alıbäyli (azerbajdzjanska: Alıbəyli; tidigare ryska: Алыбейли: Alybejly) är en ort i Azerbajdzjan.   Den ligger i distriktet Ağdam, i den centrala delen av landet, 230 kilometer väster om huvudstaden Baku. Antalet invånare är 3 366.